# Катерина Вандомська
Катерина Монтуарська, герцогиня Вандомська (фр. Catherine de Montoire, duchesse de Vendôme; бл. 1350 — 1 квітня 1412) — французька аристократка, дочка графа Вандомського Жана VI та його дружини Жанни де Понтье, дружина Жана I де Бурбон, графа де Ла-Марського. Засновниця Вандомської гілки роду Бурбонів.

## Біографія
У 1364 вийшла заміж за Жана Бурбонського, графа Ла-Марського.
У 1372 році після смерті своєї племінниці Жанни Вандомської Катерина успадкувала графства Вандом і Кастр. Управляла разом із чоловіком, а після його смерті — із сином, якому 1403 року і поступилася всіма правами.
Зберігся заповіт Катерини де Вандом (Bibliothèque nationale de France, Moreau 1161, fol. 562v-575.).

## Родина
Чоловік — Жан I Бурбонський, граф Ла-Марський
Діти:
- Жак II, граф Ла-Марша та Кастра, король Неаполя.
- Людовік I, граф Вандома
- Жан, сеньйор де Карансі
- Анна де Бурбон (1380—1408), дружина спочатку Жана II Беррійського, графа де Монпансьє, потім — Людвіга Баварського
- Марія
- Шарлотта, дружина кіпрського короля Януса Лузіньяна.